# Criorhina pachymera
Criorhina pachymera är en tvåvingeart som först beskrevs av Egger 1858.  Criorhina pachymera ingår i släktet pälsblomflugor, och familjen blomflugor.
Artens utbredningsområde är Österrike. Inga underarter finns listade i Catalogue of Life.